# Linea laterale
La linea laterale è un sistema sensoriale caratteristico dei pesci. Essa è composta da una serie di organi ricettori disposti lungo i fianchi dell'animale. Forma una riga visibile ad occhio nudo che parte dagli spiracoli e raggiunge la coda.
Questi recettori, chiamati neuromasti, sono costituiti da un gruppo di cellule ciliari ricoperte da una "cupola" gelatinosa; si trovano generalmente all'interno di una scanalatura ma nei Teleostei e negli Elasmobranchii si trovano all'interno di un canale e non sono quindi esposti direttamente all'ambiente, ma comunicano con l'esterno attraverso dei pori.
I neuromasti possono apparire isolati anche in altre zone del corpo dell'animale.

Linea laterale in uno squalo

Le cellule ciliari presenti nei neuromasti sono simili a quelle presenti nell'orecchio interno dei vertebrati e ne lasciano presumere un'origine comune.
Nei pesci nuotatori attivi i neuromasti tendono a trovarsi più spesso all'interno di canali rispetto alla superficie e più lontano dalle pinne pettorali, probabilmente per evitare il "rumore" provocato da queste ultime.
Le funzioni della linea laterale comprendono lo sviamento della collisione con ostacoli fissi, di predatori (generalmente mobili), l'orientamento relativamente alle correnti acquatiche.
Soprattutto per pesci privi di senso della vista, come ad esempio pesci che vivono in caverne, i neuromasti, presenti anche sulla testa, servono anche per la localizzazione del cibo.
Da studi effettuati sul Pollachius pollachius sembra che la linea laterale sia fondamentale nella formazione dei banchi di pesci.
I neuromasti sono sensibili alle vibrazioni a bassa frequenza e alle onde di pressione generate dal moto di corpi solidi nell'acqua.